# Затока Миколи
Затока Миколи (рос. залив Николая) — затока Охотського моря, східна частина затоки Академії. Територія Тугуро-Чуміканського району Хабаровського краю Російської Федерації.
Вдається в материк на 60 км. Із заходу обмежена півостровом Тохареу, що відокремлює її від Ульбанської затоки. Береги порізані мало і переважно мають вигляд невисоких кам'яних обривів. У затоці досить сильні припливні течії. Глибини від 10 до 15 м.